# إيفيكا أفراموفيتش
إيفيكا أفراموفيتش هو لاعب كرة قدم صربي في مركز الهجوم، ولد في 30 أغسطس 1976 في بلغراد في صربيا. لعب مع نادي سوتيسكا نيكشيتش ونادي لاس بالماس ونادي هامبورغ.